# Embrionia adventícia
Embrionia adventicia (ou embrionia nucelar) é uma forma de apomixia do tipo esporofítico, não forma sacos embrionários apomíticos, e o embrião se desenvolve a partir de células diferenciadas na nucela que sofre mitose, chamadas «botões embrionários». A célula mãe do megásporo) pode-se desenvolver, e ambas podem coexistir no óvulo, ocasionando apomixia facultativa, comum em Citrus.